# Prelatura personale
La prelatura personale è un'istituzione della Chiesa cattolica, eretta dalla Sede Apostolica per attuare peculiari opere pastorali, per diverse regioni o per diversi gruppi sociali.
Ad oggi, soltanto l'Opus Dei ha lo status di prelatura personale, richiesto nel 1969 e concesso nel 1982 da Giovanni Paolo II con la Costituzione apostolica Ut sit.

## Caratteristiche
A capo della prelatura personale vi è un prelato che, aiutato dai presbiteri e diaconi del clero secolare incardinati nella prelatura, svolge la missione pastorale in favore dei fedeli della prelatura. Possono esserci anche laici che cooperino organicamente nella prelatura, secondo le modalità previste dagli statuti. La caratteristica principale è di non essere legata a un territorio, come la prelatura territoriale, ma di avere un popolo, anche distribuito in diverse diocesi, composto da fedeli che hanno qualcosa in comune (ad esempio: una provenienza nazionale, una vocazione specifica, una professione, una condizione sociale). Al prelato, che non è necessariamente un vescovo, sono riconosciute alcune prerogative proprie di chi è a capo di una circoscrizione ecclesiastica, come incardinare i chierici, erigere un seminario e, in generale, esercitare il governo pastorale della sua prelatura.
La Prelatura personale appartiene alla struttura gerarchica della Chiesa cattolica e non è un'associazione, come si può anche verificare dall'elenco delle Associazioni internazionali di fedeli pubblicato dalla Santa Sede, che non contiene l'unica Prelatura personale attualmente esistente. In quell'elenco invece è inclusa l'Associazione dei Cooperatori dell'Opus Dei, che non appartengono alla Prelatura dell'Opus Dei (a differenza dei fedeli incorporati organicamente), ma aiutano in varie forme le sue attività.
Anche i consacrati possono appartenere a una Prelatura personale, come è dimostrato dal fatto che questa figura giuridica è stata proposta anche per l'inquadramento giuridico dei cosiddetti lefebvriani qualora dovessero tornare in piena comunione con Roma. È noto infatti che la Comunità fondata da Marcel Lefebvre comprende al suo interno anche alcune comunità religiose.

## Nel diritto canonico
La struttura giurisdizionale della prelatura personale venne prevista, per la prima volta, dal decreto del Concilio Vaticano II Presbyterorum Ordinis del 7 dicembre 1965. Regolata, in via sperimentale, dal motu proprio di Paolo VI Ecclesiae Sanctae del 6 agosto 1966, fu definitivamente inclusa nel titolo IV del Codice di diritto canonico del 1983, ai canoni dal 294 al 297.
Nel 2022 la costituzione apostolica Praedicate evangelium ha trasferito la competenza sulle prelature personali dal Dicastero per i vescovi al Dicastero per il clero (art. 117).
I canoni del Codice di diritto canonico relativi alle prelature personali sono stati modificati da papa Francesco con il motu proprio pubblicato l'8 agosto 2023. Queste modifiche assimilano la prelatura personale alle associazioni pubbliche clericali di diritto pontificio con facoltà di incardinare chierici (can. 295, 1).
Canoni con la precedente formulazione, prima delle modifiche di papa Francesco:
- Canone 294

- Canone 295

- Canone 296

- Canone 297

## Situazione dei fedeli laici
Un fedele laico della Prelatura personale non cessa di appartenere anche alla sua diocesi, come chiarisce Giovanni Paolo II, parlando a fedeli dell'Opus Dei: 
(Giovanni Paolo II, Discorso in occasione delle giornate di riflessione sulla Lettera Apostolica ‘Novo Millennio Ineunte’, 17 marzo 2001)
Alcuni studiosi negano che i fedeli laici possano appartenere a una Prelatura personale, che, a loro avviso, è composta, a differenza degli Ordinariati, solo da chierici ed è destinata a una migliore distribuzione del clero nelle diverse parti del mondo, mentre i laici possono semplicemente collaborare - senza farne parte - alle attività apostoliche di una Prelatura personale, mediante la stipula di apposite convenzioni, ma rimanendo in tutto e per tutto inseriti giuridicamente ognuno nella rispettiva diocesi di residenza. La collaborazione dei laici alle attività apostoliche si fonda - sempre secondo questa visione - sulla libertà di associazione dei fedeli laici..
Di contro altri studiosi, a sostegno della tesi della piena partecipazione dei fedeli laici alla Prelatura, sottolineano che, oltre che per la migliore distribuzione del clero, le prelature personali si possono stabilire per «attuare speciali opere pastorali o missionarie per le diverse regioni o per le diverse categorie sociali» e che è prevista la piena appartenenza dei fedeli laici all'unica prelatura personale finora costituita. Gli stessi specialisti sottolineano poi che «i fedeli di una prelatura personale non sono meri soggetti passivi di un'azione pastorale, in quanto fedeli a loro spetta un ruolo attivo nella Chiesa e spiegano che «teologicamente non ci sono differenze tra ordinariati e prelature personali: formano un genere comune, diverso teologicamente dalle Chiese particolari».